# Synema fiebrigi
Synema fiebrigi är en spindelart som beskrevs av Dahl 1907. Synema fiebrigi ingår i släktet Synema och familjen krabbspindlar.
Artens utbredningsområde är Paraguay. Inga underarter finns listade i Catalogue of Life.